# العلاقات الإستونية الباربادوسية
العلاقات الإستونية الباربادوسية هي العلاقات الثنائية التي تجمع بين إستونيا وباربادوس.

## مقارنة بين البلدين
هذه مقارنة عامة ومرجعية للدولتين:
| وجه المقارنة                                              | إستونيا                                                                             | باربادوس       |
| --------------------------------------------------------- | ----------------------------------------------------------------------------------- | -------------- |
| المساحة (كم2)                                             | 45.34 ألف                                                                           | 439            |
| عدد السكان (نسمة)                                         | 1.32 مليون                                                                          | 285.72 ألف     |
| الكثافة السكانية (ن./كم²)                                 | 29.11                                                                               | 65.08 ألف      |
| العاصمة                                                   | تالين                                                                               | بريدج تاون     |
| اللغة الرسمية                                             | اللغة الإستونية                                                                     | لغة إنجليزية   |
| العملة                                                    | يورو، كرون إستوني، كرون إستوني، المارك الإستوني                                     | دولار بربادوسي |
| الناتج المحلي الإجمالي (بليون دولار)                      | 25.92 مليار                                                                         | 4.80 مليار     |
| الناتج المحلي الإجمالي (تعادل القوة الشرائية) بليون دولار | 38.11 مليار                                                                         | 4.66 مليار     |
| الناتج المحلي الإجمالي الاسمي للفرد دولار أمريكي          | 17.79 ألف                                                                           | 15.43 ألف      |
| الناتج المحلي الإجمالي للفرد دولار أمريكي                 | 28.14 ألف                                                                           | 16.06 ألف      |
| مؤشر التنمية البشرية                                      | 0.871                                                                               | 0.795          |
| رمز المكالمات الدولي                                      | +372                                                                                | +1246          |
| رمز الإنترنت                                              | .ee                                                                                 | .bb            |
| المنطقة الزمنية                                           | ت ع م+02:00، ت ع م+03:00، توقيت شرق أوروبا، أوروبا/تالين ‏، توقيت شرق أوروبا الصيفي ‏ | 00             |

## منظمات دولية مشتركة
يشترك البلدان في عضوية مجموعة من المنظمات الدولية، منها:
| علم المنظمة | اسم المنظمة                               | تاريخ انضمام إستونيا | تاريخ انضمام باربادوس |
| ----------- | ----------------------------------------- | -------------------- | --------------------- |
|             | مؤسسة التنمية الدولية                     | 11 أكتوبر 2008       | 29 سبتمبر 1999        |
|             | يونسكو                                    | 14 أكتوبر 1991       | 24 أكتوبر 1968        |
|             | وكالة ضمان الاستثمار متعدد الأطراف        | 24 سبتمبر 1992       | 12 أبريل 1988         |
|             | الأمم المتحدة                             | 17 سبتمبر 1991       | 9 ديسمبر 1966         |
|             | الاتحاد البريدي العالمي                   | ?                    | ?                     |
|             | البنك الدولي للإنشاء والتعمير             | 23 يونيو 1992        | 12 سبتمبر 1974        |
|             | الاتحاد الدولي للاتصالات                  | 19 مايو 1922         | 16 أغسطس 1967         |
|             | منظمة حظر الأسلحة الكيميائية              | ?                    | ?                     |
|             | مؤسسة التمويل الدولية                     | 9 أغسطس 1993         | 25 يونيو 1980         |
|             | المركز الدولي لتسوية المنازعات الاستشارية | 23 يوليو 1992        | 1 ديسمبر 1983         |
|             | منظمة التجارة العالمية                    | ?                    | ?                     |
|             | منظمة الشرطة الجنائية الدولية             | ?                    | ?                     |

## وصلات خارجية
- موقع وزارة الخارجية الإستونية
- موقع وزارة الخارجية الباربادوسية